# Любович Петро
Петро́ Любо́вич (1826, село Старий Збараж Тернопільської області — 10 грудня 1869, смт Гримайлів Тернопільської області) — священик греко-католицької церкви, український композитор.

## Біографічні відомості

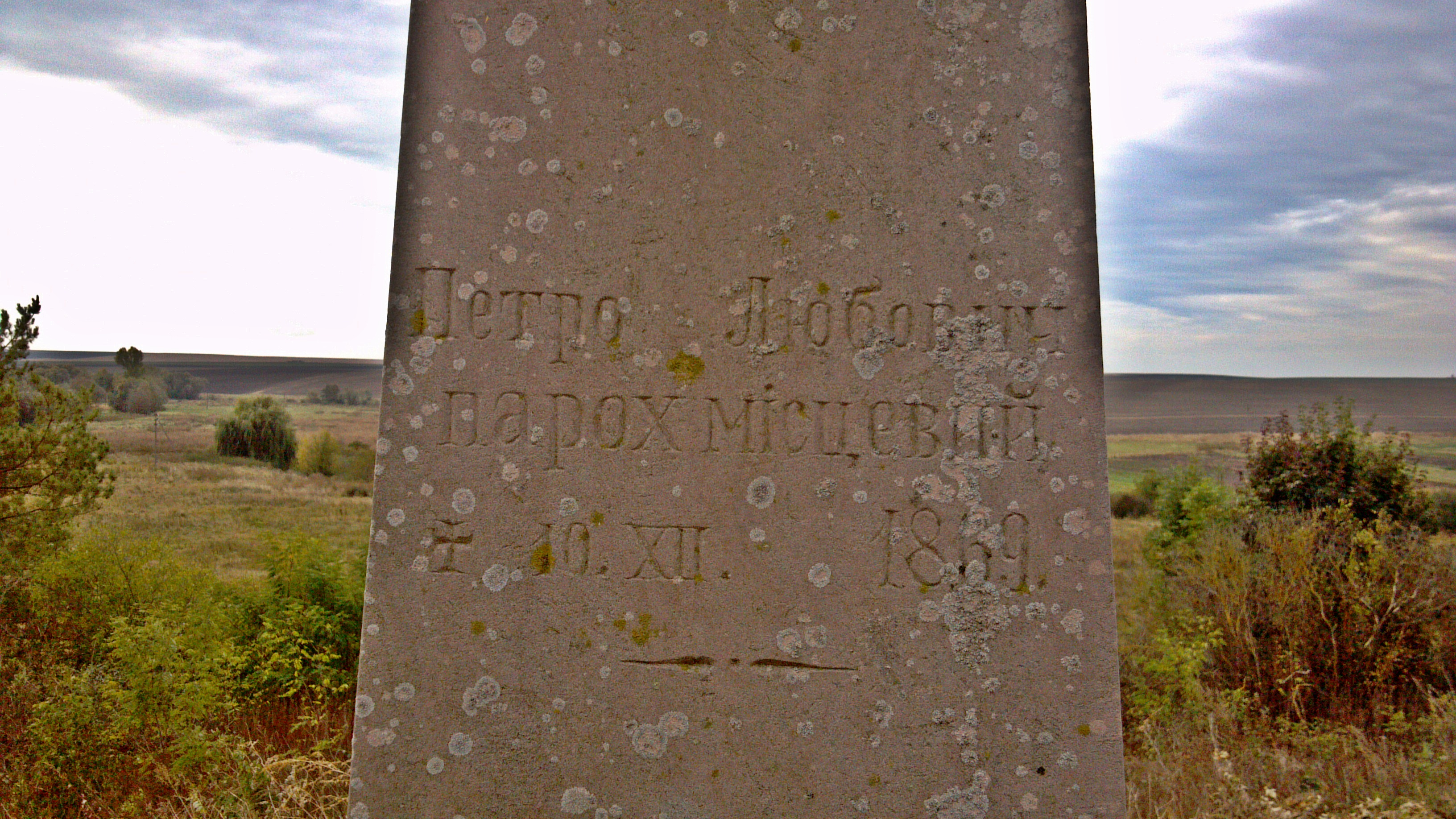

1853 року закінчив Львівську духовну семінарію. Від 1854 р., покликаний єпископом Григорієм Яхимовичем, був диригентом і управителем церковного (катедрального) хору в Перемишлі.  У 1859 р. посвячений в духовний сан. 1860-1862 рр. – адміністратор парафії с. Сихів Львівського повіту; з 1862 до 1868 рр. – адміністратор парафії у с. Стінка, Золочівський повіт; з 1868-го до 1869 р. – парох греко-католицької парафії с. Гримайлів Скалатського повіту. Помер у Гримайлові 10 грудня 1869 р. Похований на місцевому цвинтарі (див. фото). 

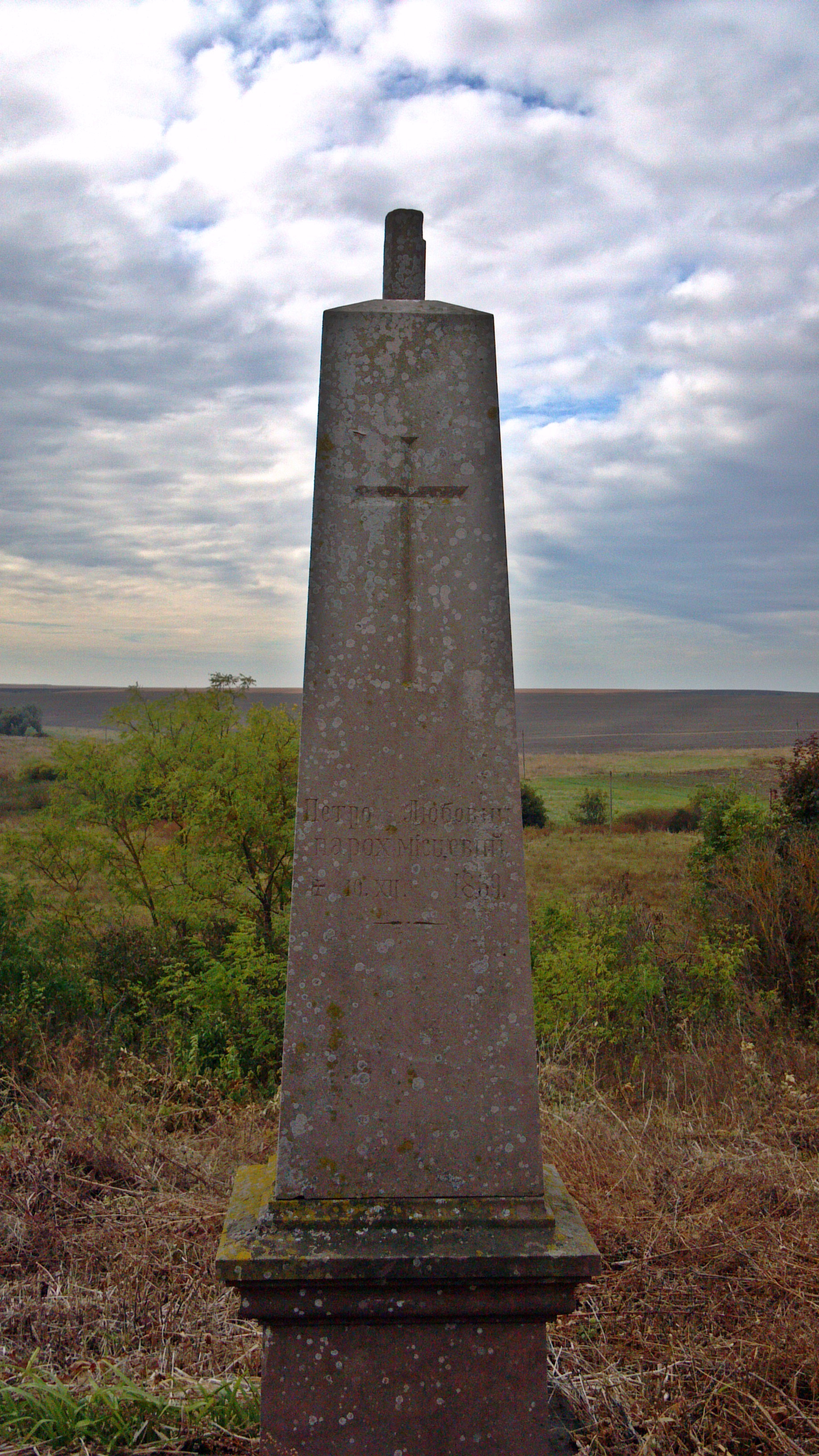

Серед творів — попурі «Улюблені українські солоспіви» — першого зразка української фортепіанної музики Галичини, автор музики до пісні «Мир вам, браття» Івана Гушалевича, літургій для мішаних хорів, фортепіано та інших церковних творів. 